# Festa del Corpus Christi de València

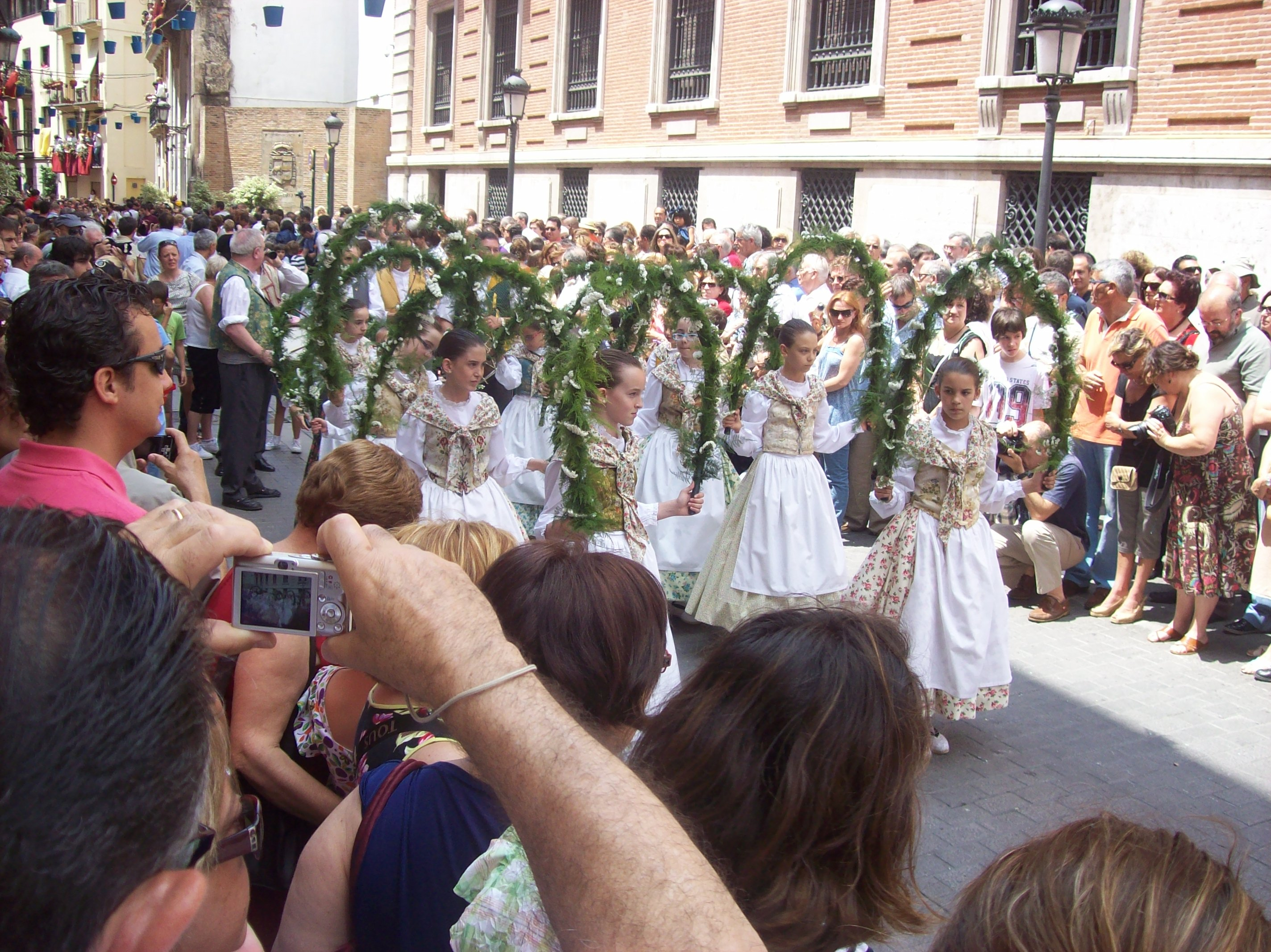
Dansa dels Arquets.

La Festa del Corpus Christi de València és una celebració de caràcter religiós i cívic que cada any ompli el centre de la ciutat amb actes que tenen com a objecte principal la veneració del sagrament de l'eucaristia. El calendari litúrgic la situa el dijous següent a la vuitava de Pentecosta, tot i que, al no ser ja festiu, en l'any 1990 la Conferència Episcopal Espanyola traslladà la festa del Corpus i les celebracions al diumenge.
Es tracta d'una festa que es remunta al segle xiv i que durant segles (almenys fins al segle xix) fou considerada la Festa Grossa de la ciutat de València. El Corpus Christi de València ha estat declarat Bé d'Interés Cultural Immaterial pel Consell de la Generalitat Valenciana.
Es tracta d'una festa rica en manifestacions culturals populars les quals van acompanyades dels sons del tabalet y la dolçaina, remarcant la importància de la música en la festa del Corpus Christi de València.

## Origen
L'origen de la festa a València es remunta a 1326 quan apareix en la relació de festes de guardar que el Consell de la ciutat manava respectar anualment. La primera processó general és de 1355, a instàncies del bisbe Hug de Fenollet i convocada pels jurats de la ciutat, on es convida el poble a participar de la celebració de caràcter religiós. L'any següent, la processó va passar a ser parroquial i rotativa fins al 1372, quan es reprén, de nou, com una única processó solemne de la ciutat.
La processó es va celebrar entre 1355 i 1505 durant el matí i en 1506 es va traslladar a la vesprada, no deixant de ser vespertina fins ara, encara que, això sí, amb el canvi de dijous a diumenge.

## Peculiaritats
Els principals actes de la Festa del Corpus Christi de València són la Cavalcada del Convit i la Processó General, ambdues el diumenge, tot i que la més popular i concorreguda és la Processó General.

### Cavalcada del Convit
També coneguda com la Cavalcada dels Cavallets o de la Degolla, es tracta d'un acte cerimonial d'invitació, incorporat l'any 1516, que realitzaven els Jurats de la Ciutat, la vigília i matí de la festa, per mitjà del Capellà de les Roques, a les autoritats i al poble pla perquè assistiren a la Solemne Processó del Corpus Christi. Des de l'any 1979 ha estat recuperada.
Actualment, la cavalcada comença a les 12 del migdia del diumenge, a la porta del Palau de la Generalitat Valenciana, a la plaça de Manises i acaba a la plaça de l'Almoina. Diverses figures i personatges componen aquesta cavalcada com els cabuts, la Moma i els Momos o la Degolla. També es ballen altres danses i desfilen diversos misteris bíblics. Queda tancada per la Senyera amb els heralds i els clarins i timbals de la ciutat.
- Música de la dansa dels Gegants interpretada pels germans Llorca
- Eixida del Gegants de la Casa de les Roques
- Timbals i Clarins de la Ciutat
- Gegants a la Cavalcada del Convit

Ha quedat a València la locució popular "Conèixer o saludar més gent que el capellà de les Roques" amb el significat d'estar molt relacionat o saludar molta gent. Es diu això per al·lusió al capellà de les Roques, que mentre passava pels carrers de València per anunciar la festa del Corpus saludava cerimoniosament i amb molta freqüència les persones que trobava en el seu trajecte.

### Processó General
És l'acte central de la festa que es desenvolupa la vesprada de diumenge. Comença des de la Porta dels Apòstols de la Catedral de València, discorre pel districte de Ciutat Vella i en ella desfilen, prèviament, les conegudes Roques arrossegades per cavalls, el Gegants i cabuts i les danses de la Magrana i la Moma. Tota la processó està amenitzada per la música valenciana del tabal i la dolçaina, a més de la presència de bandes de música, destacant la Banda Simfònica Municipal de València. Segueix el mateix trajecte, amb les modificacions inevitables pel canvi del traçat dels carrers al llarg del temps, que tenia l'any 1416, coincidint amb el trajecte que es feia servir per a les entrades triomfals dels reis. Dins de la processó podem destacar:

#### Les Figures

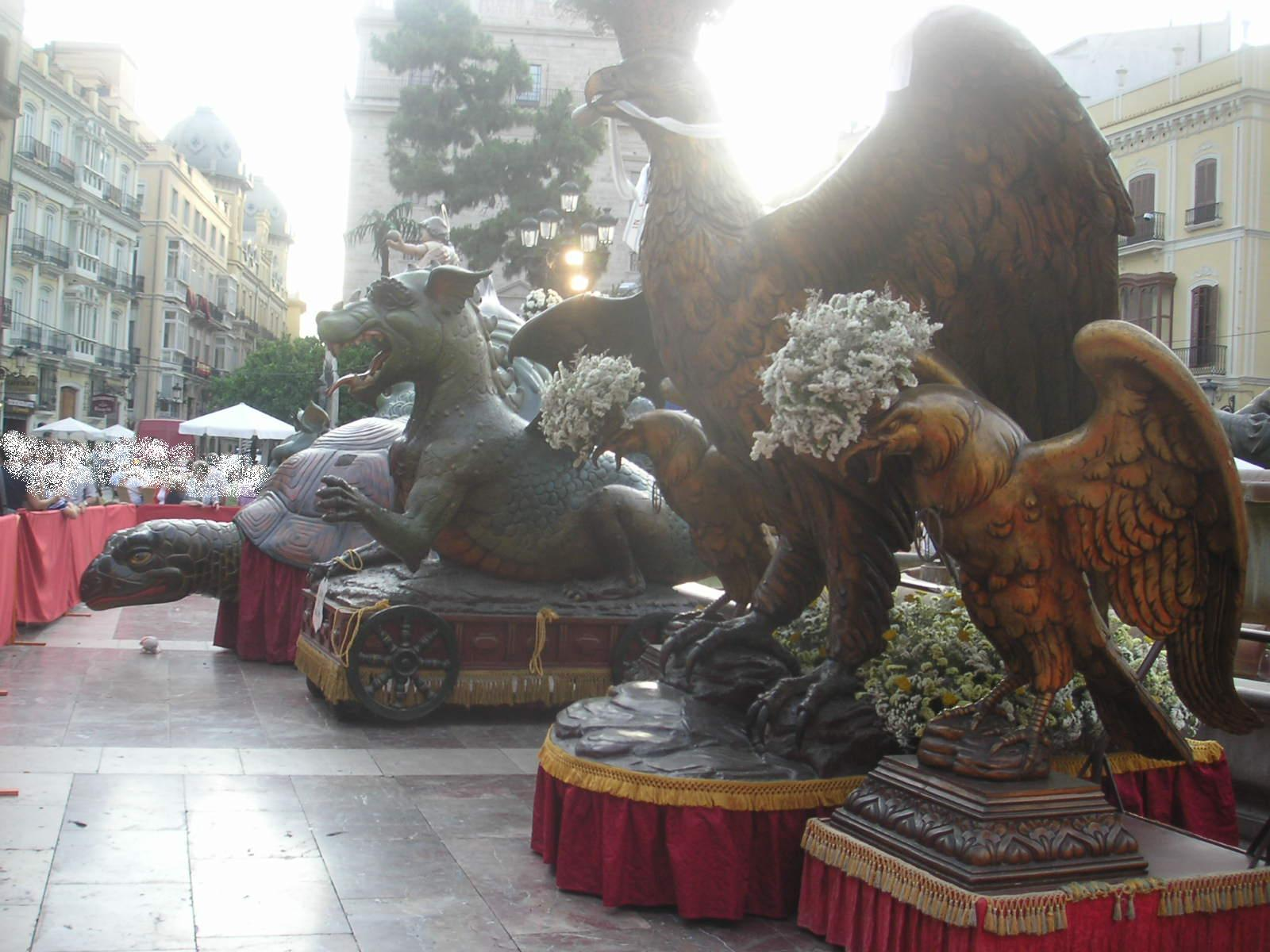
Algunes de les figures al·legòriques que desfilen a la processó del Corpus de València.

Les figures del Corpus Christi de València tenen com a objectiu recordar-nos diversos moments en el decurs de la història de la salvació dins de la religió catòlica, amb figures del Nou Testament, Antic Testament i d'altres figures significatives i al·legòriques de l'Església.
- Les Àguiles són tres, una gran i dues de més petites, i desfilen durant la processó del diumenge, entre els personatges bíblics. La més gran fa referència a Sant Joan Evangelista, litúrgicament conegut com l'Àguila de Patmos. L'àguila gran va ser realitzada, de nou, l'any 1979 mentre que les dues petites són de 1985.
- La Tarasca o drac de grans gargamelles, símbol de santa Marta. El seu origen prové d'una llegenda medieval provençal, la qual ens conta que Santa Marta, germana de Llàtzer de Betània, a la mort de Jesús marxa a Occitània i en la vila de Tarascó, els vilatans li demanen ajuda per a vèncer un monstre que rep el nom de la Tarasca. Santa Marta amb l'única ajuda d'aigua beneïda aconsegueix apaivagar la fera i la passeja lligada d'una corretja per tota la població. La Tarasca s'incorpora l'any 1993.
- El Drac, símbol de sant Jordi. Queda incorporat, també, l'any 1993.
- La Cuca Fera o gran tortuga, representa el dimoni dominat per Margarida d'Antioquia. S'incorpora l'any 1989.
- La barca de Sant Nicolau és una barca que ix en processó per primera vegada l'any 2006. Sant Nicolau és patró dels navegants.
- El Gegant Sant Cristòfol és una figura que va eixir per primera vegada el 2005 i que substitueix la que va ser cremada durant la Guerra Civil de 1936.

#### Roques del Corpus Christi

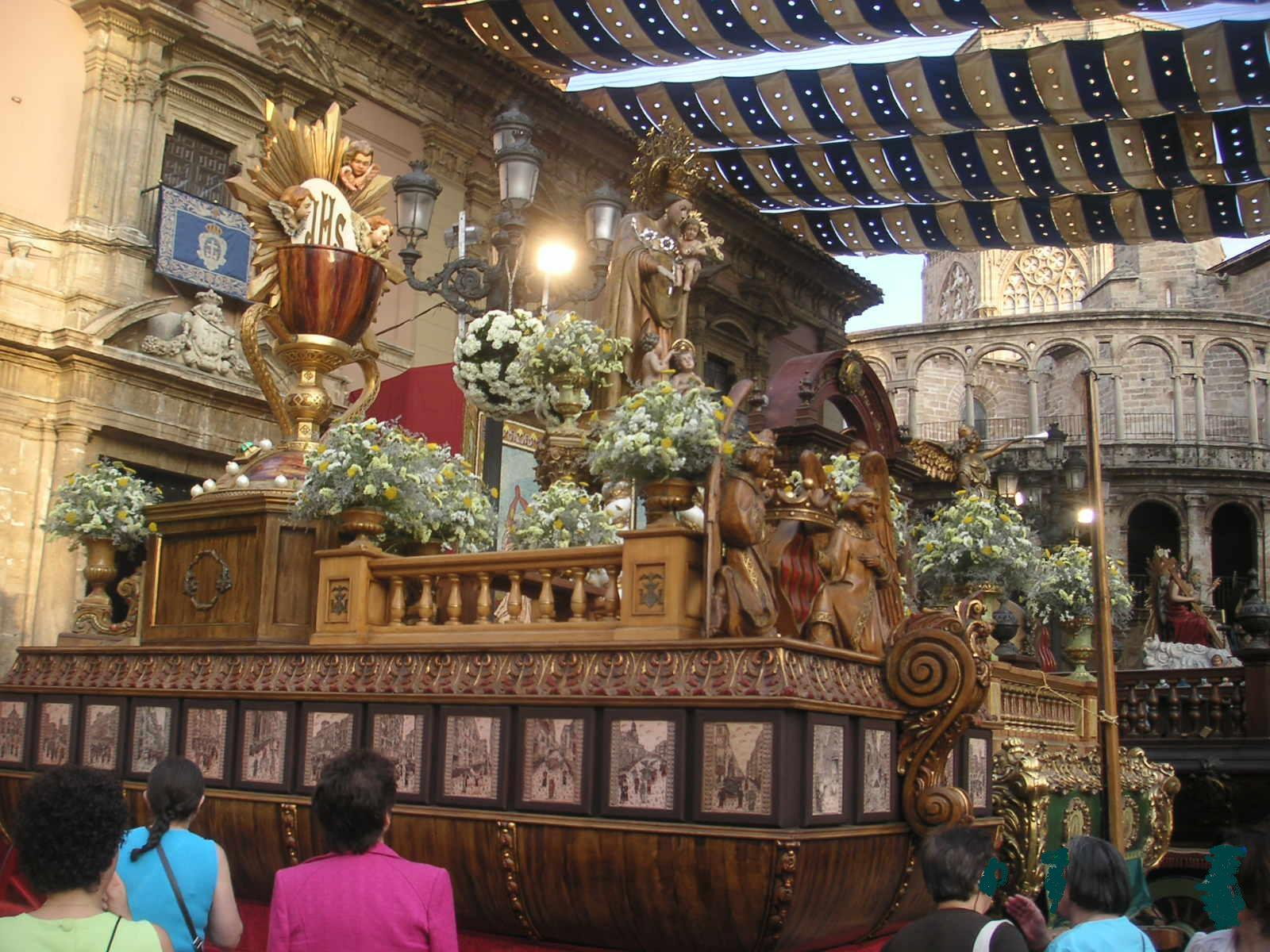
Roca de la Mare de Déu dels Desamparats a la plaça de la Mare de Déu de València.

Són onze estructures de fusta amb forma de vaixell antic. Porten grups escultòrics que al·ludeixen a relats bíblics o de sants. Diferents autors daten el seu origen entre 1373 i 1392. Des de 1417 ja hi ha registres escrits que testimonien l'ús de les Roques per a la festa del Corpus. Van arrossegades per cavalleries. També se'ls coneix com a carros triomfals i s'hostatgen durant tot l'any a la Casa de les Roques.
- Roca Diablera (1511)
- Roca de Sant Miquel (1528-1535)
- Roca de la Puríssima (1542)
- Roca de la Fe (1542)
- Roca de Sant Vicent Ferrer (1665)
- Roca de la Santíssima Trinitat (1674)
- Roca València (1855)
- Roca la Fama (1899)
- Roca del Patriarca (1961)
- Roca de la Mare de Déu dels Desemparats (1995)
- Roca del Sant Calze (2001)

#### Els misteris
Tot un seguit de personatges bíblics ixenrepresentats tant a la Cavalcada com a la processó. Es tracta de persones que participen en la festa vestint-se de manera al·lusiva a aquests personatges i representant els respectius Misteris:
- Misteri de Sant Cristòfol i els Pelegrins on participen Sant Cristòfol, el Nen Jesús, un ermità i una parella de romers amb el seu pare.
- Misteri d'Adam i Eva on participen el Déu Pare, Àngel Querubí, Àngel "del Llegó", Adam, Eva, la Serp i la Mort.
- Misteri del Rei Herodes, del Portalet o de la Degolla; participen el rei Melcior, el rei Gaspar, el rei Baltasar, tres patges, el rei Herodes, dos cavallers, la Mare de Déu de "la Burreta", Sant Josep, l'àngel, quatre dides, tres segadors, una espigadora, tres savis, tres sergents de la guàrdia d'Herodes, un trompeta i un agutzil. Tanca el misteri la representació de la Degolla, que vol simbolitzar la guàrdia d'Herodes, executora de l'ordre del tetrarca de degollar tots els nens de Betlem menors de dos anys. És, sense discussió, el grup que major atenció acapara de la Cavalcada, i és normal que així passe davant l'aparició d'una cinquantena d'individus amb demoníac aspecte, amagats darrere de màscares i tocats amb corones de pàmpols, vestint roba de xarpellera amb sinistres dibuixos, cenyidor de corda i amb un sarró farcit de caramels i un antic "carxot" de pergamí. La seua creació data del segle xvii i té un caràcter esbufegós.
  - La Poalà és el moment en què els membres de la Degolla, al seu pas pels carrers de Cavallers i Avellanes són regats amb poals d'aigua des de les balconades.

### Danses del Corpus Christi de València

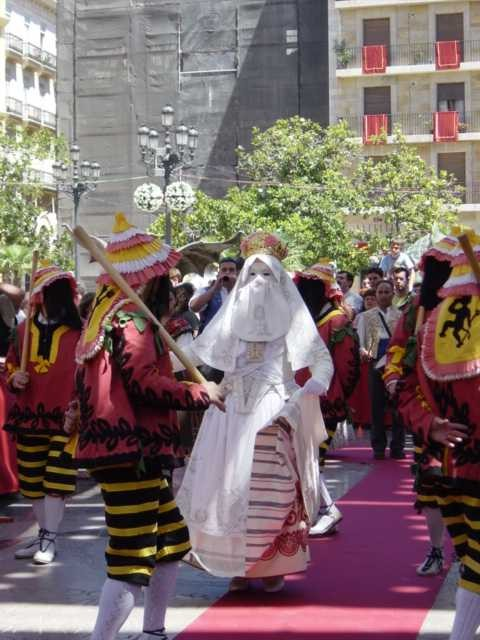
La Moma dansant a la processó del Corpus de València.

En són moltes les danses que componen la festa del Corpus a València, unes ballades per adults, altres per nens, entre elles podem destacar:
- La Moma i els Momos. Representació de la Virtut i els set pecats capitals, que en la dansa significa la lluita, i a la fi, el triomf d'aquella sobre aquests.
- Els Cavallets. Dansa que probablemente s'inspira en les evolucions i ornaments eqüestres realitzats des de l'edat mitjana en commemoracions i homenatges. Aquesta dansa l'executen els nens vestits de moros, indumentària evocadora dels turcs o àrabs que figuren en el seguici dels Reis d'Orient amb la significació que, fins i tot els infidels, fan testimoniatge de la seua adoració al Santíssim Sagrament. Cadascun d'aquests dansaires duu un cavall de cartró que dona nom a aquest grup. Vuit són els dansaires i sembla que l'origen d'aquest ball es remunta a l'any 1615.
- La Magrana. Els dansaires que van vestits de calabresos, representen en realitat els jueus, que en acabar la dansa quan s'obre la magrana, rendeixen acatament a l'Eucaristia. La dansa és una de les moltes versions dels balls de cintes, dels quals existeixen exemples en diverses localitats valencianes.
- Els Arquets. Les nenes utilitzen arcs florals per a aconseguir diversos efectes coreogràfics. La introducció d'aquesta dansa data de l'any 1846 i simbolitza l'alegria per la participació dels llauradors en la festivitat del Corpus.
- Els Pastorets. La presència d'aquest grup sembla unida a la representació del Misteri del Rei Herodes i els seus dansaires, també en nombre de vuit, executen graciosament aquest senzill ball.

- La dansa dels gegants i els nanos o cabuts, del 1589, signifiquen la veneració al Santíssim de tot el món, tan alts com menuts. Els quatre gegants que en origen eixien representaven els quatre continents que aleshores es coneixien: Europa, Àsia, Àfrica i Amèrica.[10]

## Organitzadors de la festa
En l'organització de la festa del Corpus de València, segons la declaració com a bé d'interés cultural immaterial, els actors principals són el Capítol de la Seu i l'Ajuntament de València, respectivament. I com a actors secundaris queden assenyalats l'Associació d'Amics del Corpus, els Campaners de la Catedral de València i l'Associació de Músics i Dansadors del Corpus de València.
Capítol de la Seu
Fou l'any 1355 quan a instàncies del llavors bisbe de València, Hug de Fenollet, el Consell de la Ciutat va convocar la primera processó del Corpus Christi pels carrers de la ciutat de València. Al llarg del temps el Capítol de la Seu s'ha responsabilitzat dels actes religiosos i processionals de la festivitat. Després d'un parèntesi a causa de la Guerra dels dos Peres, el cardenal Jaume d'Aragó, bisbe de València, reprén la celebració anual del Corpus Christi. Des d'aquell moment, la iniciativa de la celebració pública de la festa partia del bisbe, a través del Capítol Catedralici, i tot seguit era secundada pel govern municipal.
Ajuntament de València
Des de la primera processó en l'any 1355, l'Ajuntament de València, en aquell temps Consell de la Ciutat, a través dels seus Jurats, ha tingut un protagonisme principal en l'organització i manteniment de la gestió cívica de la celebració festiva del Corpus.
La col·laboració de l'Ajuntament de València, més enllà de la necessària separació constitucional entre l'Estat i l'Església, suposa un valor adquirit durant més de sis-cents cinquanta anys, així com un privilegi que també ha servit per a construir no solament alguns trets més rellevants de la forma en què els valencians celebrem la festa, sinó també ha organitzat l'espai de la ciutat, de manera simbòlica i real, que facilitara el bon desenvolupament de les diverses activitats consuetudinàries que componen la festa, especialment la Processó General. de València.
Associació d'Amics del Corpus
És a mitjan anys 70 del segle xx quan un grup de valencians vol impulsar la processó per a recuperar la vella esplendor, organitzant-se en l'anomenat 'Grup de Mecha' i posteriorment l'Associació Amics del Corpus de la Ciutat de València. L'Associació d'Amics del Corpus de València s'encarrega des dels anys 80 del segle passat del funcionament, difusió i protecció d'aquesta tradició festiva. Va nàixer a partir del nucli inicial del 'Grup de Mecha', els quals conformaren l'agrupació dels antics "els Cirialots", personatges que acompanyen la custòdia durant la processó i que s'associaren per la recuperació i defensa de la festa. Actualment l'associació està formada per més de 600 socis, i són més de 275 les persones que participen activament a la festa representant personatges.
Campaners de la Catedral de València
L'associació cultural Campaners de la Catedral de València s'encarrega del toc de les campanes de la Catedral de València durant totes les festivitats de l'any. Fou fundada en 1989 amb el nom de Gremi de Campaners Valencians i refundada el 2004 amb el nom actual de Campaners de la Catedral de València. A banda de l'activitat sonora, els associats es dediquen a l'estudi, la investigació, la conservació i el manteniment de les campanes de la Seu i d'altres conjunts, tant valencians com extracomunitaris. Es tracta de conéixer, utilitzar, conservar i difondre les peculiars característiques d'un instrument musical destinat a usos comunitaris.
El toc de campanes actual per a la festivitat del Corpus seguix una consueta nova o relació aprovada el 1994 pel llavors Gremi de Campaners Valencians i el Capítol de la Seu, Aquesta consueta està basa en les anteriors de Theodosio de Herrera (1705) i Rafael Aguado Romaguera (1917), adaptada als temps actuals.
Associació de Músics i Dansadors del Corpus de València
Es tracta d'una associació creada el 23 d'abril de 2008, que té com a objectiu coordinar la participació de les danses en els diversos actes de la festivitat del Corpus, tant en la Cavalcada del Convit com de la Processó General. Està formada per balladors i balladores pertanyents en la major part a diversos grups de balls de la ciutat de València. També coordina la participació dels alumnes dels col·legis El Pilar i Trinitaris en l'execució de les dansetes. L'associació continua la tasca duta a terme per Fermín Pardo des la recuperació de les danses l'any 1977 fins a l'any 1999.